# Mirca Viola
Mirca Viola, nota anche come Mirka Viola (Forlì, 29 aprile 1968), è un'attrice, regista ed ex modella italiana.

## Biografia
Appena diciannovenne, nel 1987 ha vinto Miss Italia conquistando anche le fasce di Miss Hair Look, Miss Computer e Miss Platea, ma il titolo le venne revocato perché moglie del produttore Enzo Gallo e all'epoca il regolamento non ammetteva concorrenti sposate. Il titolo quindi, dopo la ripetizione della finale, fu assegnato a Michela Rocco di Torrepadula.
Ha iniziato la carriera nel mondo dello spettacolo come modella e attrice di fotoromanzi. È apparsa in diversi programmi televisivi, fra cui Villaggio Party, al fianco di Paolo Villaggio, su Odeon TV, e, nel 1988, Di che vizio sei?, con Gigi Proietti, su Rai Uno. Nel 1994 è stata proclamata da Fabrizio Frizzi Miss Italia ad honorem. Nel 1995 ha debuttato al cinema nel film Banditi al fianco di Ben Gazzara e Marco Leonardi. Nel 1997 ha recitato, insieme a Marco Leonardi e Giancarlo Giannini, in Una vacanza all'inferno, per la regia di Tonino Valerii. Nello stesso anno è aiuto regista del film Figurine, diretto da Giovanni Robbiano.
Nel 2000 ha preso parte a un episodio della serie televisiva italiana Tequila & Bonetti ed è diventata il volto della campagna pubblicitaria di una nota casa cosmetica. Nel 2002-2003 è stata una delle conduttrici di Sipario, la rivista di spettacolo del TG4, chiamata da Emilio Fede, e nel 2003 ha fatto parte del cast del film Cattive inclinazioni. Nel 2004 è apparsa in un episodio della serie televisiva Don Matteo e alla settima stagione di Incantesimo. Dal 2005 al 2007 ha fatto parte della cast di CentoVetrine nel ruolo di Asia Ricci. Nel 2007 è tornata nuovamente a essere una delle conduttrici di Sipario. Ha recitato negli ultimi due episodi di Fuoriclasse, trasmessi il 21 febbraio 2011 su Rai Uno. Ha posato, assieme ad altre attrici e showgirl, per il lunario 2011-2012 del fotografo Enrico Ricciardi nei panni di Gloria Swanson. Il ricavato è andato in beneficenza.
Nel 2011 ha esordito alla regia con il film L'amore fa male, dirigendo Stefania Rocca, Nicole Grimaudo, Stefano Dionisi. Nel 2014 viene distribuito Cam Girl, suo secondo film da regista. Nel 2024 sponsorizza il romanzo Possession di Martina Pace.

## Filmografia

### Attrice

#### Cinema
- Banditi, regia di Stefano Mignucci (1995)
- Una vacanza all'inferno, regia di Tonino Valerii (1997)
- Figurine, regia di Giovanni Robbiano (1997)
- Cattive inclinazioni, regia di Pierfrancesco Campanella (2003)
- Loop, regia di Giuseppe Lupoi - cortometraggio (2009)
- Enzo Mirigliani, storia di un ragazzo calabrese, regia di Simone di Maria - cortometraggio (2012)

#### Televisione
- Tequila & Bonetti, regia di Bruno Nappi e Christian I. Nyby II – serie TV, episodio 1x14 (2000)
- Don Matteo 4, regia di Andrea Barzini e Giulio Base – serie TV, episodio 4x14 (2004)
- Incantesimo 7, regia di Alessandro Cane e Tomaso Sherman – serial TV, 20 puntate (2004-2005)
- CentoVetrine, registi vari – serial TV, puntate sconosciute (2005-2007)
- Lo scandalo della Banca Romana, regia di Stefano Reali – miniserie TV (2010)
- Fuoriclasse – serie TV, episodi sconosciuti (2011)

### Produttrice
- Quando una donna non dorme, regia di Nino Bizzarri (2000)
- I giorni dell'amore e dell'odio, regia di Claver Salizzato (2001)
- I banchieri di Dio - Il caso Calvi, regia di Giuseppe Ferrara (2002)
- Il compagno americano, regia di Barbara Barni (2003)

### Regista
- L'amore fa male (2011)
- Cam Girl (2014)

### Sceneggiatrice
- L'amore fa male, regia di Mirca Viola (2011)
- Cam Girl, regia di Mirca Viola (2014)

## Trasmissioni televisive
- Villaggio Party (Odeon TV, 1987-1988) - conduttrice
- Di che vizio sei? - varietà TV (Rai Uno, 1988)
- Sipario del TG4 - rotocalco TV (Rete 4, 2002-2007) - conduttrice
- Domenica in - varietà TV (Rai 1, 2005) - ospite
- Quelli che... il calcio - varietà TV (Rai 3, 2006) - ospite